# Distrito electoral 01 (Nebraska)
El distrito electoral 01 (en inglés: Precinct 01) es un distrito electoral ubicado en el condado de Dawes en el estado estadounidense de Nebraska. En el Censo de 2010 tenía una población de 582 habitantes y una densidad poblacional de 1.195,27 personas por km².

## Geografía
El distrito electoral 01 se encuentra ubicado en las coordenadas 42°49′50″N 102°59′51″O / 42.83056, -102.99750. Según la Oficina del Censo de los Estados Unidos, el distrito electoral 01 tiene una superficie total de 0.49 km², que corresponden a tierra firme.

## Demografía
Según el censo de 2010, había 582 personas residiendo en el distrito electoral 01. La densidad de población era de 1.195,27 hab./km². De los 582 habitantes, el distrito electoral 01 estaba compuesto por el 89.35% blancos, el 1.03% eran afroamericanos, el 4.64% eran amerindios, el 0.34% eran asiáticos, el 0.86% eran de otras razas y el 3.78% pertenecían a dos o más razas. Del total de la población el 3.26% eran hispanos o latinos de cualquier raza.